# L.C. Bowen
Pour les articles homonymes, voir Bowen.
L.C. Bowen, né le 10 juin 1946 à West Point dans le Mississippi, est un joueur américain de basket-ball.

## Biographie[1]
L. C. Randle Bowen naît le 10 juin 1946 à West-Point Mississippi. Dès l'école, le basket-ball est son sport favori.

### Carrière universitaire aux États-Unis (1966-1969)

#### Braves de Bradley (1966-1969)[2]
Bowen joue trois saisons au sein des Braves de Bradley. Il est le meilleur marqueur de son université lors de la saison 1968-1969, il totalise 1516 points en carrière, ce qui fait encore de lui, le troisième meilleur marqueur de l'université en trois ans de présence.
Bowen est sélectionné au 7e tour (93e) de la draft 1969 par les Royals de Cincinnati.
Il est intronisé au Hall of Fame de Bradley University Athletics le 29 janvier 1994.

### Club
C'est en effectuant une tournée en France avec son équipe de la T.W.A trop courte à son goût et souhaitant revenir sur le vieux continent que l'offre de l'ASPO Tours arrive, LC Bowen effectue toute sa carrière au sein du club tourangeau.

## Palmarès
- 1975-1976 : Champion de France avec l'ASPO Tours.
- 1974-1975 : Vice-champion de France avec l'ASPO Tours.
- 1975-1976 : Finaliste de la Coupe des Coupes avec l'ASPO Tours.

## Titres et distinctions individuels
- 1971-1972 : Meilleur marqueur du championnat de France N1 avec l'ASPO Tours.
- 1975-1976 : Meilleur marqueur du championnat de France N1 avec l'ASPO Tours.
- 1994 : Hall of Fame Bradley University Athletics